# ごくらくサンデー・いの石田
ごくらくサンデー・いの石田（ごくらくサンデーいのいしだ）は、1989年10月15日から1990年4月1日まで文化放送で放送されていたラジオ番組。
放送時間は毎週日曜日 21:30〜22:00。

## 概要
本番組のキャッチフレーズが『天国に一番近いラジオ』そして『もうDJは流行らない!!』で、本番組より先に1987年10月からスタートしていた石田ひかりのもう一つのレギュラーラジオ番組『石田ひかり 星伝説』の逆を行った番組と言われている。石田本人は「『星伝説』はフォーマットに従ってやってるけど、この番組は地でやります」と、『星伝説』と違って何でもありの番組になると紹介している。フリートークとリスナーからのはがきを中心に進行されていた。
1989年12月24日には文化放送内のスタジオから公開放送を実施。石田自身による弾き語りの歌唱やカラオケでのデュエット、参加者全員によるプレゼント交換会などが行われた。
各新聞ラジオ欄においては、石田ひかりの番組であることがわかるように本番組のタイトルが「いの石田・ひかり」と表記されていた。
ボシュロム・ジャパンの一社提供。

## コーナー
今週の格言
- 毎週のオープニングのコーナー[1]。

マダムチョイスのコーナー
- 石田自ら演じる占い師「マダムチョイス」のコーナー。「肉まん占い」「紙相撲占い」などの占いや悩み相談などが行われた[1][6][2]。

石田ひかり改造計画
- ものまねに挑戦したりなど、石田本人の地を引き出す目的のコーナー[5][1]。“改造計画案”もリスナーから募集していた[8]。

だって女の子なんだもん
- 「はっきり言って女の子びいき」がキャッチフレーズの女子リスナーのためのコーナー[9]。女性リスナーと電話をつないでのトークも行われた[10]。

ごくらく神社ひかり大明神
- 受験生リスナーのためのコーナー。はがきに自分の名前と志望校を書いて送り、番組中に採用されると「ごくらく神社のお札」がもらえた。

ピカピカプレゼント
- 応募したリスナーの中から選ばれた人にツアーやロケなどで行った先の土産物や豪華な商品をプレゼント。ただし必ず1名「ハズレ」が選ばれ、その人には大口ディレクターの写真やグッズが贈られた[1]。